# Rocket Arena
Rocket Arena é um ginásio multiúso em Cleveland, Ohio. É a casa do Cleveland Cavaliers da National Basketball Association (NBA) e do Cleveland Monsters da American Hockey League (AHL).
A Rocket Arena foi inaugurada em outubro de 1994 como parte do Gateway Sports and Entertainment Complex com o Progressive Field adjacente, inaugurado em abril daquele ano. A instalação substituiu o Richfield Coliseum como a principal instalação de entretenimento para a região e a casa dos Cavaliers. Desde a sua abertura até agosto de 2005, era conhecido como Gund Arena, em homenagem ao ex-proprietário dos Cavaliers, Gordon Gund, depois que ele pagou pelos naming right. Depois de comprar a maioria dos Cavaliers em março de 2005, Dan Gilbert comprou os naming right em agosto de 2005 e renomeou a arena para Quicken Loans Arena em homenagem à sua empresa de empréstimos hipotecários Quicken Loans. Foi renomeado em abril de 2019 para o serviço de empréstimo hipotecário online da Quicken Loans, Rocket Mortgage, como parte da renovação e expansão da arena.
A Rocket Arena acomoda 19.432 pessoas em sua configuração de basquete e até 18.926 para o hóquei no gelo. É um local frequente para shows e outros eventos esportivos, como os torneios de basquete masculino e feminino da Mid-American Conference (MAC), sediando o torneio masculino desde 2000 e o torneio feminino desde 2001, o Final Four de 2007 da Divisão I Feminina da NCAA, os jogos de abertura e semifinais regionais do Torneio da NCAA, os Campeonatos de Patinação Artística dos EUA em 2000 e 2009 e a Convenção Nacional Republicana de 2016.

## História

O logotipo e o nome da Quicken Loans Arena foram usados de 2005 a 2019.

A Rocket Arena foi precedida no centro de Cleveland pela Cleveland Arena, uma instalação construída em 1937 com capacidade para basquete de aproximadamente 12.000. Era mais conhecido como o local do Moondog Coronation Ball em 1952, amplamente considerado como o primeiro show de rock and roll. A Cleveland Arena foi a primeira casa do Cleveland Cavaliers em 1970.
A Cleveland Arena também foi a casa do Cleveland Rebels da BAA, do Cleveland Barons da AHL e sediou vários jogos do Cincinnati Royals da NBA na década de 1960. Em 1970, no entanto, a Cleveland Arena estava desatualizado e em mau estado. Os Cavs jogaram lá suas primeiras quatro temporadas. A arena foi substituída em 1974 pelo Richfield Coliseum com 20.273 lugares em Richfield, entre Cleveland e Akron.
Durante a década de 1980, o local do Mercado Central, um mercado de frutas e legumes que datava de 1856, foi selecionado para a construção de um estádio multiúso para o Cleveland Browns e Cleveland Indians, mas a medida de votação para financiá-lo foi derrotada pelos eleitores. O local do mercado foi adquirido em 1985 e liberado em 1987 em um impulso contínuo para novas instalações esportivas no centro da cidade e líderes empresariais. Em 1990, os eleitores aprovaram um imposto sobre o álcool e produtos de tabaco no condado de Cuyahoga para financiar o Gateway Sports and Entertainment Complex. A construção começou em 1992 com a abertura do estádio em abril de 1994 e a arena em outubro de 1994. A arena abriu com um show de Billy Joel em 17 de outubro de 1994. Os Cavaliers jogaram seu primeiro jogo da temporada regular na arena algumas semanas depois, uma derrota para o Houston Rockets em 8 de novembro de 1994.
Como parte de sua compra da equipe e dos naming right da arena em 2005, Dan Gilbert, proprietário da Quicken Loans, financiou as reformas da arena, que incluíram a instalação de novos assentos cor de vinho, placares de última geração, sistemas de vídeo e de som e atualizações para segurança, vestiários e suítes, todos os quais estavam em vigor para o início da temporada de 2005-06, exceto os assentos, que foram substituídos por um algumas seções de cada vez.
Gilbert comprou a então inativa franquia Utah Grizzlies da American Hockey League em 16 de maio de 2006 e anunciou que se mudaria para Quicken Loans Arena para substituir o Cleveland Barons. O nome da equipe foi anunciado como Lake Erie Monsters em 25 de janeiro de 2007 e começou a jogar na temporada de 2007-08. A equipe mudou para Cleveland Monsters em 9 de agosto de 2016.
O Las Vegas Gladiators da Arena Football League anunciaram em 16 de outubro de 2007 que se mudariam para a Quicken Loans Arena, tornando-se os Cleveland Gladiators.
Em dezembro de 2016, os Cavaliers anunciaram planos para reformas na arena que incluíam um aumento dos saguões e áreas abertas, além de atualizações em todo o edifício. O plano, que dependia parcialmente do dinheiro dos impostos para financiamento, enfrentou oposição de grupos ativistas, incluindo o Cuyahoga County Progressive Caucus e o Greater Cleveland Congregations (GCC). Depois que os grupos enviaram assinaturas para forçar um referendo sobre o plano, os Cavaliers anunciaram que estavam se retirando do plano, citando custos crescentes e atrasos causados pelo referendo prospectivo. No entanto, em agosto de 2017, depois que o condado de Cuyahoga assumiu um compromisso não vinculativo de construir dois centros de crise de saúde mental, o GCC retirou suas petições. Em dezembro de 2017, a equipe declarou que estava avançando com as reformas. O projeto custará US$ 193 milhões, após juros, com impostos pagando US$ 100 milhões.

### Projeto e operações
A arena tem capacidade para 19.432 jogadores de basquete. O saguão inferior inclui a bilheteria e a loja principal das equipes. Também há um ginásio auxiliar, que foi usado pelos Cavaliers como sua principal quadra de treino até a abertura das instalações de treino de Cleveland Clinic Courts em 2007.
Na configuração de hóquei e Arena football, a capacidade é de 18.926. Durante a maioria dos jogos dos Monsters, os assentos de nível superior são fechados e cobertos por uma grande cortina, reduzindo a capacidade para 9.447. Na configuração de basquete, quando os assentos do nível superior estão fechados, a capacidade é listada em 11.751. 60% dos assentos estão localizados nos dois níveis inferiores. A capacidade de assentos foi reduzida em 2018 como parte de um grande projeto de reforma que expandiu os saguões, removeu três seções de assentos no nível superior e atualizou outras partes das instalações.

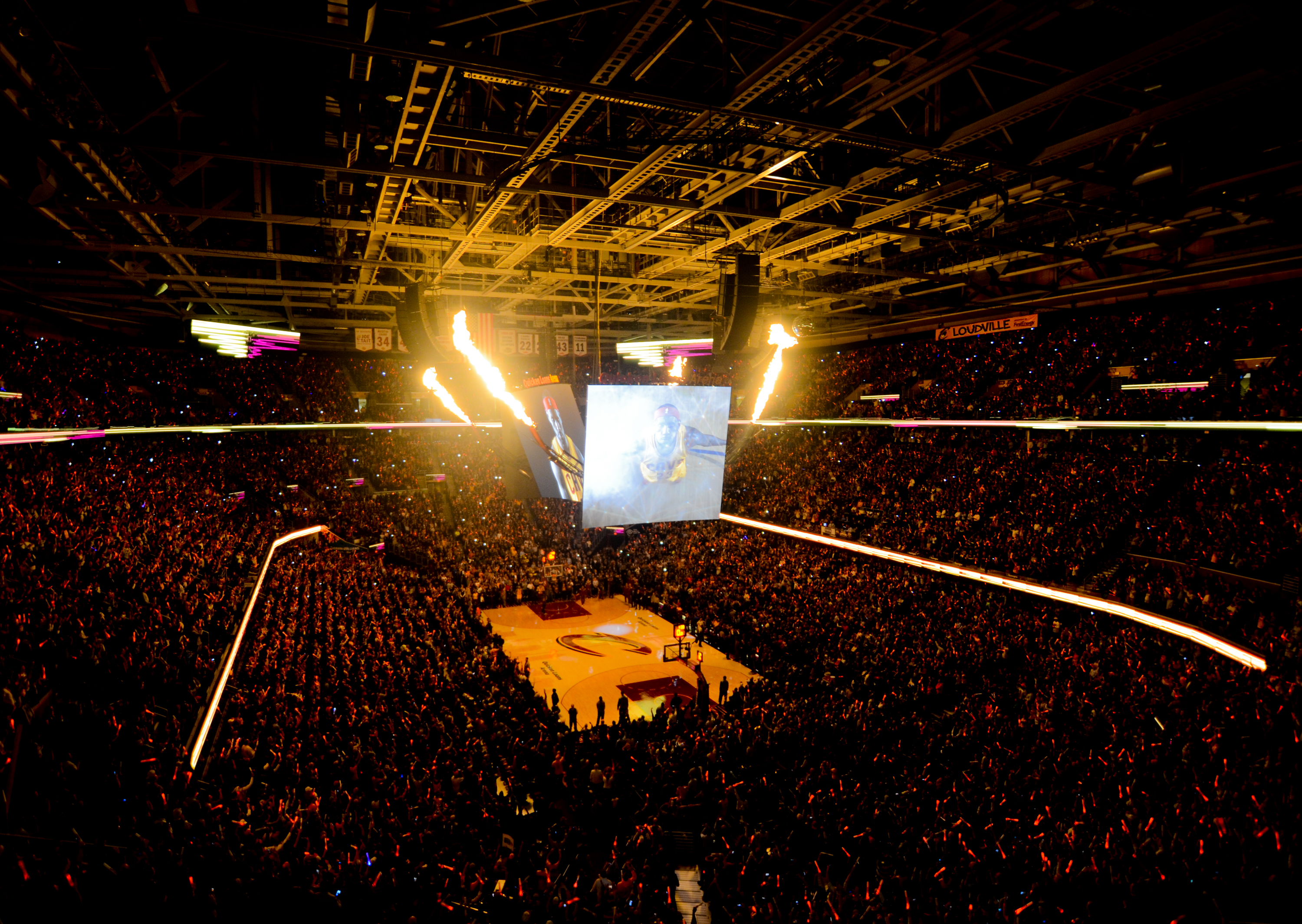
O placar durante as apresentações dos jogadores em 2014

O placar principal da Rocket Arena, apelidado de Humongotron, é o quarto maior placar usado em uma arena da NBA. Instalado em outubro de 2014.
No telhado do edifício há um grande painel de mensagens de LED que mede 110 m por 27 m. O sinal foi aprovado pela Comissão de Planejamento da Cidade de Cleveland em março de 2016 com a estipulação de que apenas o nome da arena ou seu patrocinador podem ser mostrados. Qualquer outro uso do sinal precisa de aprovação da comissão.
A arena, juntamente com o vizinho Progressive Field e um estacionamento adjacente, é de propriedade da Gateway Economic Development Corporation of Greater Cleveland, uma entidade composta por membros nomeados pelos governos da cidade de Cleveland e Cuyahoga County.
Em março de 2017, em parceria com a organização sem fins lucrativos KultureCity, os Cavaliers introduziram oficialmente a disponibilidade de acomodações durante todos os eventos para convidados com necessidades de hipersensibilidade e autistas. Isso inclui treinamento de equipe, “bolsas sensoriais” gratuitas com fones de ouvido, cobertor e outros itens voltados para participantes com necessidades sensoriais, além de uma sala sensorial e isenções de políticas de reentrada se estiverem sobrecarregados pelo ambiente. A arena se tornou a primeira da NBA a ser certificada pela KultureCity como sendo "inclusiva sensorial".

## Inquilinos

### Atual
Como a casa dos Cavaliers e dos Monsters, a Rocket Arena recebeu vários eventos notáveis. Os Cavs receberam jogos de playoffs em 12 de suas 27 temporadas na Rocket Arena. A arena também foi o local do All-Star Game de 1997, que celebrou o 50º aniversário da fundação da NBA, e também sediou o All-Star Game de 2022, em homenagem ao 75º aniversário da liga.
Os Monsters fizeram sua estreia nos playoffs em 2011 e retornaram aos playoffs em 2016. Nos playoffs da Calder Cup de 2016, a equipe avançou para a final e varreu o Hershey Bears em quatro jogos para conquistar a primeira Calder Cup na história da franquia. Os jogos três e quatro foram realizados no Rocket Arena. O jogo quatro, realizado em 11 de junho, teve ingressos esgotados e atraiu 19.665 torcedores, o que estabeleceu um recorde de maior público a assistir a um jogo de hóquei profissional no estado de Ohio e o segundo maior público de pós-temporada na história da American Hockey League.

### Antigo
A Rocket Arena foi o lar de outras franquias que se mudaram ou fecharam. Quando foi inaugurado em 1994, além de ser a casa dos Cavaliers, também foi a casa do Cleveland Lumberjacks da International Hockey League (IHL). Os Lumberjacks jogaram na arena até 2001, quando o time faliu junto com a IHL. Mais tarde naquele ano, uma nova encarnação do Cleveland Barons, que jogou na American Hockey League (AHL), começou a jogar e foi inquilino na arena até 2006, quando a equipe se mudou para Worcester, Massachusetts.
O Cleveland Gladiators da Arena Football League se classificou para os playoffs em seis de suas nove temporadas em Cleveland e sediaram jogos de playoffs em 2008, 2011 e 2014. Durante a temporada de 2014, a equipe terminou 15-1 no geral e avançou para o ArenaBowl XXVII, que foi realizado na Rocket Arena. O jogo atraiu 18.410 torcedores e foi realizado ao mesmo tempo que um jogo de pré-temporada em casa do Cleveland Browns no FirstEnergy Stadium e um jogo em casa do Cleveland Indians no Progressive Field.
Duas equipes profissionais femininas também chamaram a arena de lar. De 1997 a 2003, o Cleveland Rockers, um dos oito membros fundadores da Women's National Basketball Association (WNBA), jogou na Rocket Arena. A equipe fechou após a temporada de 2003 porque os Gunds, que ainda possuíam os Cavs naquele momento, não desejavam mais operar a franquia Rockers, e um novo grupo de proprietários não pôde ser obtido. O Cleveland Crush da Lingerie Football League jogou na Rocket Arena nas temporadas 2011–12 e 2012–13 antes de se mudar para Toledo, Ohio, no final de 2013.

## Eventos

### Esportes universitários
Além de seus inquilinos esportivos profissionais, a Rocket Arena já sediou vários eventos esportivos intercolegiais. É sede do Torneio Masculino da Conferência Mid-American (MAC) desde 2000 e do Torneio Feminino da MAC desde 2001. "MAC Madness", como é conhecido, tornou-se um forte atrativo para a arena. As semifinais masculinas e as finais costumam atrair de 10.000 a 15.000 participantes. Além disso, a Rocket Arena serviu como anfitrião para os jogos do Torneio da NCAA, sediando jogos da primeira rodada em 2011 e semifinais e finais regionais em 2015. A arena também sediou jogos do Torneio Feminino da NCAA, hospedando semifinais e finais regionais de 2006 e o Final Four e a final de 2007.
Em 2015, foi anunciado que a gerência da arena e a Cleveland State University chegaram a um acordo onde os jogos de basquete masculino e feminino da equipe seriam realizados na arena, enquanto a arena assumiria essencialmente as operações do Wolstein Center, o principal centro da CSU, sendo responsável pela promoção e reserva de eventos no local.

### WWE

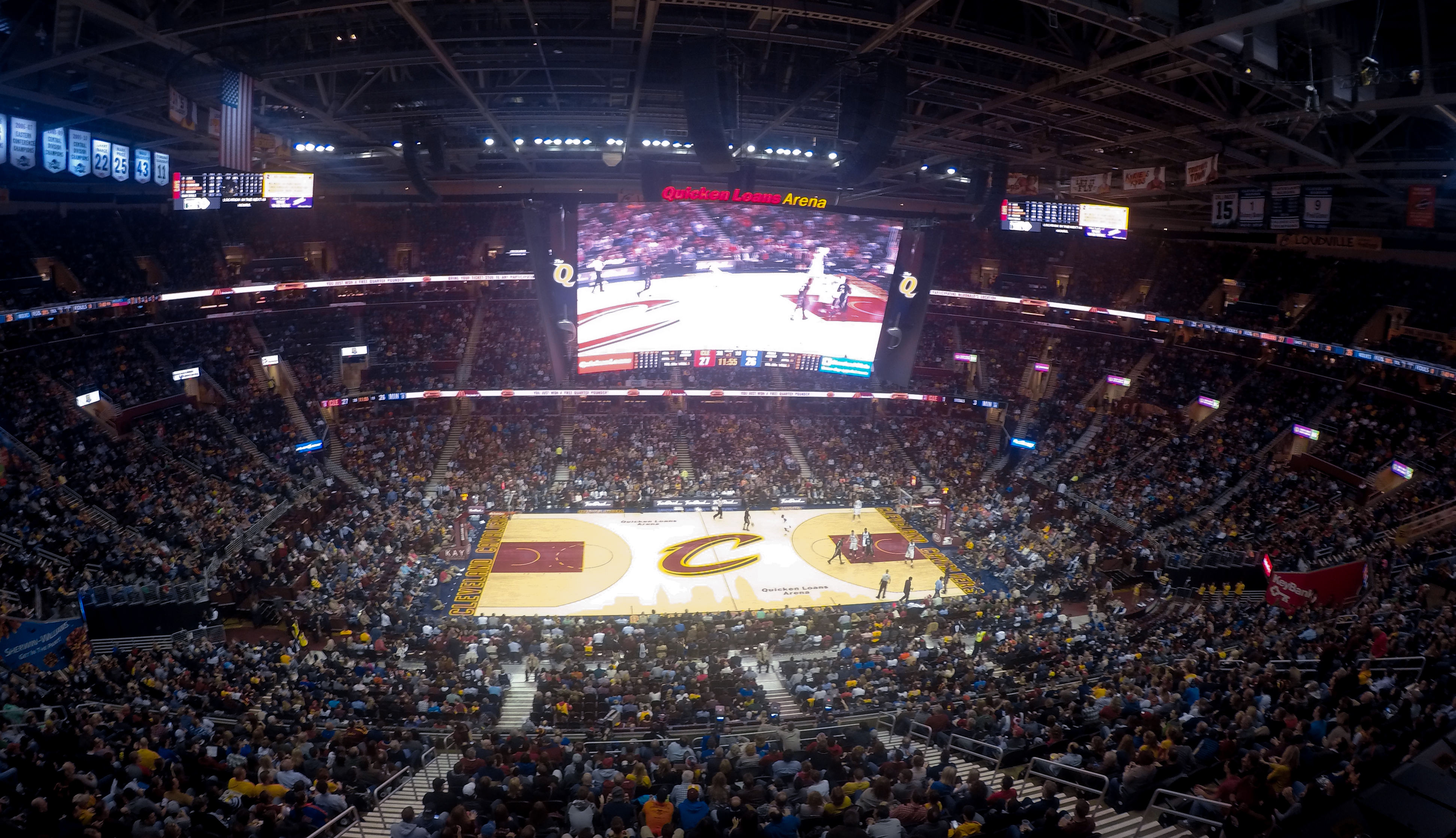
Vista de dentro da arena.

A arena já recebeu várias lutas da WWE, incluindo eventos pay-per-view, como:
- SummerSlam (1996) - encabeçado por Shawn Michaels vs Big Van Vader pelo WWF Championship.
- No Mercy (1999) - encabeçado por Triple H vs Stone Cold Steve Austin pelo WWF Championship.
- Invasion (2001) – encabeçado por Team Alliance vs Team WWF.
- Survivor Series (2004) - encabeçado por Team Orton vs Team Triple H
- Unforgiven (2008) - encabeçado pela luta pelo World Heavyweight Championship Scramble.
- TLC: Tables, Ladders and Chairs (2014) – encabeçado por Bray Wyatt x Dean Ambrose.
- Fastlane (2016) - encabeçado por Brock Lesnar x Roman Reigns x Dean Ambrose em uma luta Triple Threat pelo desafiante nº 1 pelo WWE World Heavyweight Championship na WrestleMania 32.
- Fastlane (2019) – encabeçado por The Shield vs. Baron Corbin, Drew McIntyre e Bobby Lashley[23]

### Boxe
Em 29 de agosto de 2021, a personalidade nativa de Cleveland e da internet que se tornou boxeador profissional, Jake Paul, enfrentou o lutador de MMA, Tyron Woodley, em uma luta de boxe profissional de 8 rounds. Paul venceu a luta de oito rounds por decisão dividida na frente de uma Rocket Arena quase esgotada.

### Outros eventos
A Rocket Arena foi selecionada em julho de 2014 como sede da Convenção Nacional Republicana de 2016. A arena sediou o primeiro debate presidencial republicano da eleição de 2016, transmitido pelo Fox News Channel, em 6 de agosto de 2015. A convenção foi realizada de 18 a 21 de julho de 2016.